# سواس‌اس شوفیلد (اف‌اف‌جی-۳)
سواس‌اس شوفیلد (اف‌اف‌جی-۳) (به انگلیسی: USS Schofield (FFG-3)) یک کشتی بود که طول آن 414 ft (126 m) بود. این کشتی در سال ۱۹۶۳ ساخته شد.